# Herb gminy Świerczów
Herb gminy Świerczów – jeden z symboli gminy Świerczów.

## Wygląd i symbolika
Herb przedstawia na tarczy dwudzielnej w słup z lewej strony na złotym polu splot gałęzi chmielu z liśćmi i owocami, a z prawej – na błękitnym polu z podziałem imitującym plaster miodu złotą pszczołę. Herb podtrzymywany jest przez dwa trzymacze w formie czarnych orłów ze złotą wstęgą z napisem „GMINA ŚWIERCZÓW”.